# Brigid Kosgei
Brigid Kosgei, född 20 februari 1994, är en långdistanslöpare från Kenya. Hon har sedan 2019 världsrekordet i Bostonmaraton.
Kosgei tog silver i maraton vid olympiska sommarspelen 2020 i Tokyo.

## Meriter

### Maraton
| Lopp             | Placering | Tid     | Plats   | Datum      | Kommentar    |
| ---------------- | --------- | ------- | ------- | ---------- | ------------ |
| Milano Marathon  | 1         | 2:27:45 | Milano  | 2016-04-03 |              |
| Chicago Marathon | 2         | 2:20:22 | Chicago | 2017-10-08 |              |
| London Marathon  | 2         | 2:20:13 | London  | 2018-04-22 |              |
| Chicago Marathon | 1         | 2:18:35 | Chicago | 2018-10-07 |              |
| London Marathon  | 1         | 2:18:20 | London  | 2019-04-28 |              |
| Chicago Marathon | 1         | 2:14:04 | Chicago | 2019-10-13 | Världsrekord |

Källa:

### Halvmaraton
| Lopp                        | Placering | Tid     | Plats     | Datum      | Kommentar |
| --------------------------- | --------- | ------- | --------- | ---------- | --- |
| Bahrain Night Half Marathon | 1         | 1:05:28 | Manama    | 2019-03-15 | Personligt rekord |
| Great North Run             | 1         | 1:04:28 | Newcastle | 2019-09-08 | Snabbare än världsrekordet, men räknas inte på grund av ogiltig bansträckning (nerför och för långt mellan start och mål, ofta medvind) |